# Spinello Aretino

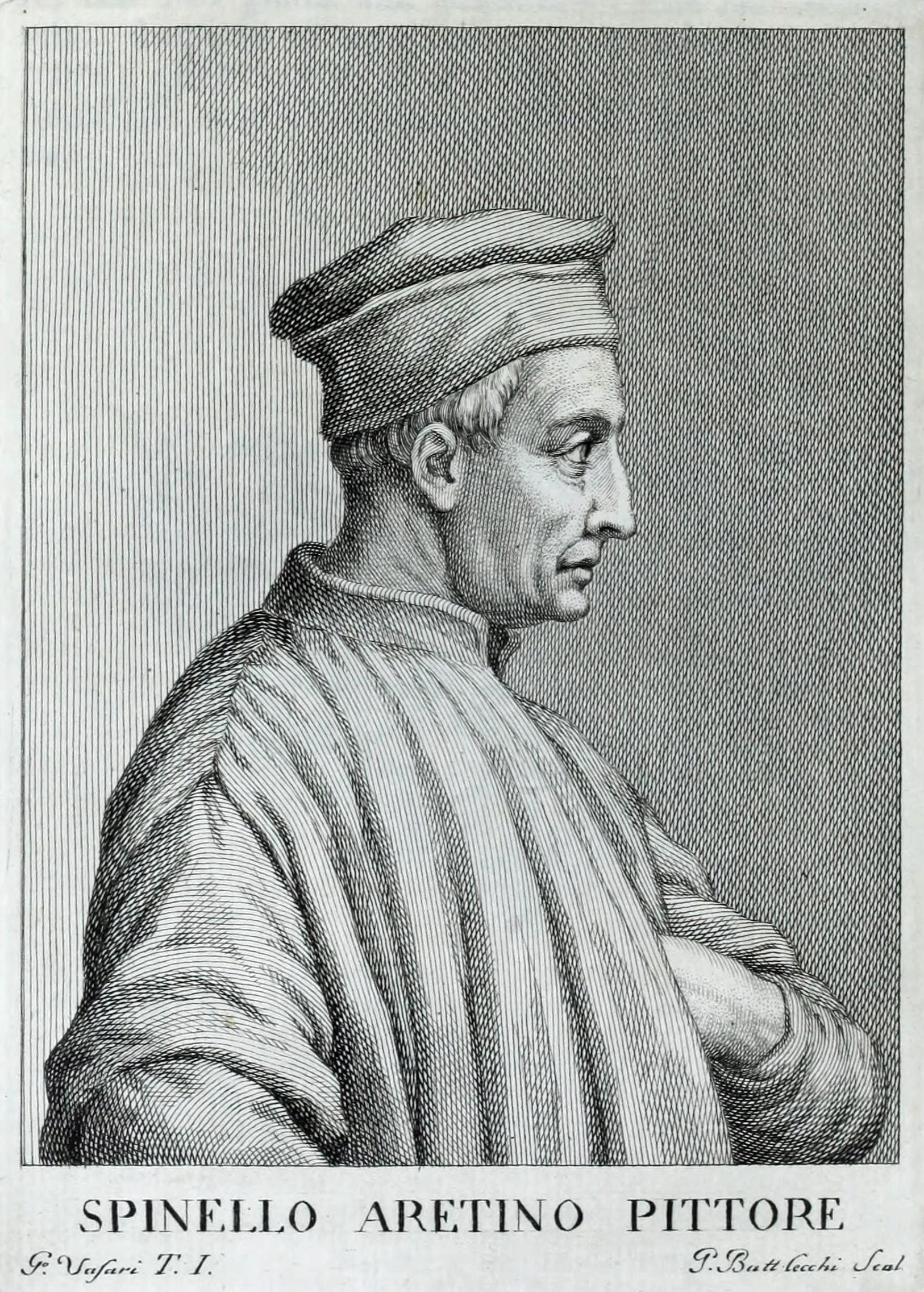
Spinello Aretino

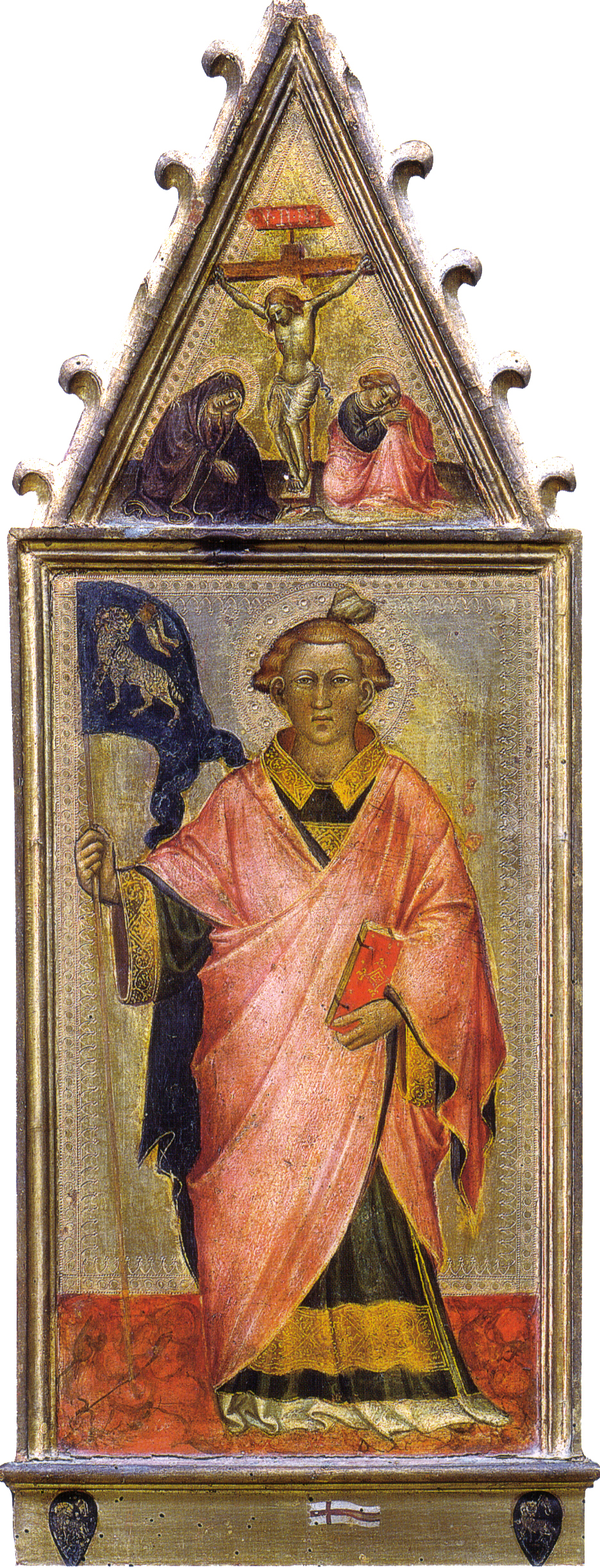
Santo Stefano, Galleria dell'Accademia, Firenze

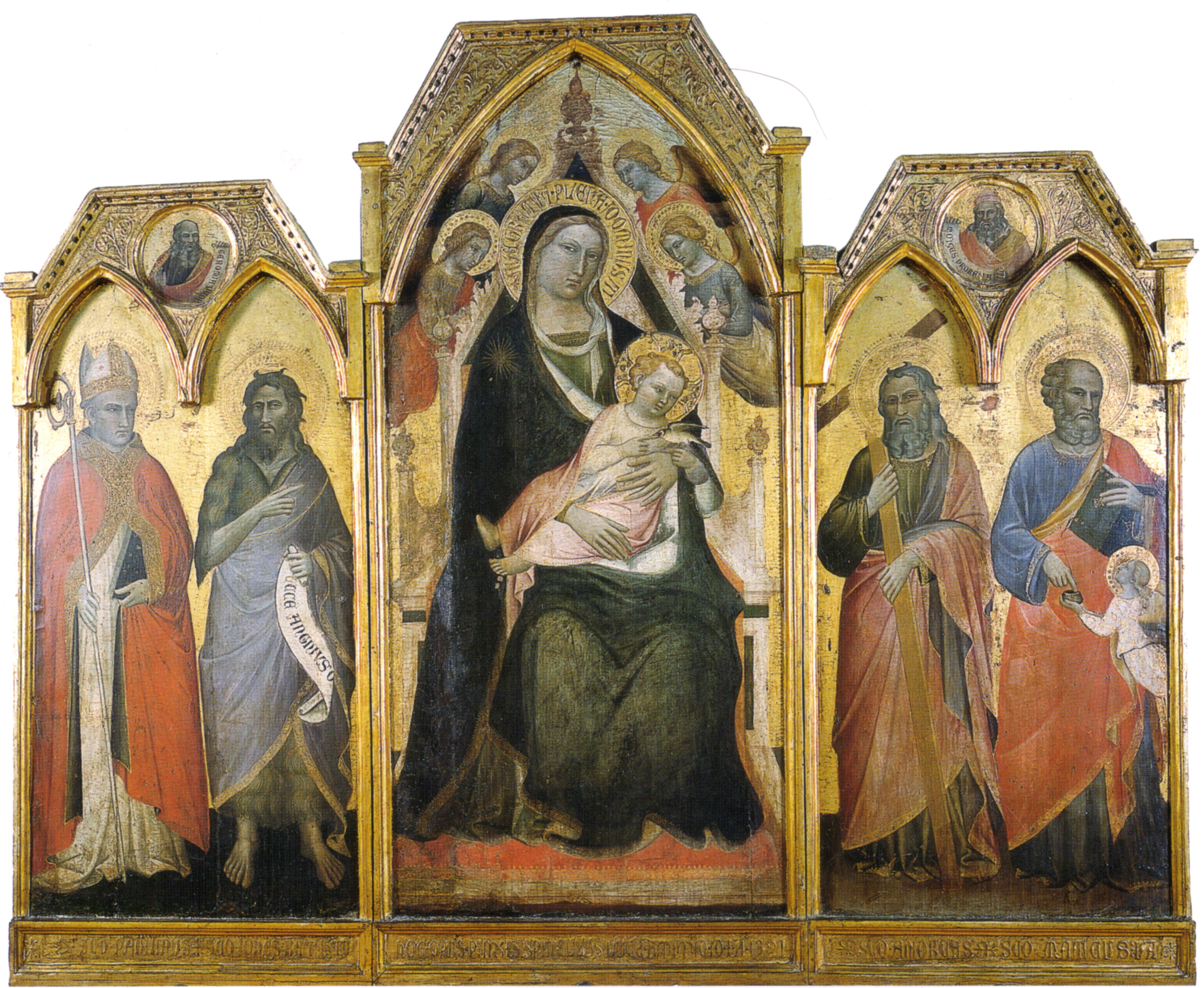
Trittico della Madonna in trono e santi, Galleria dell'Accademia, Firenze

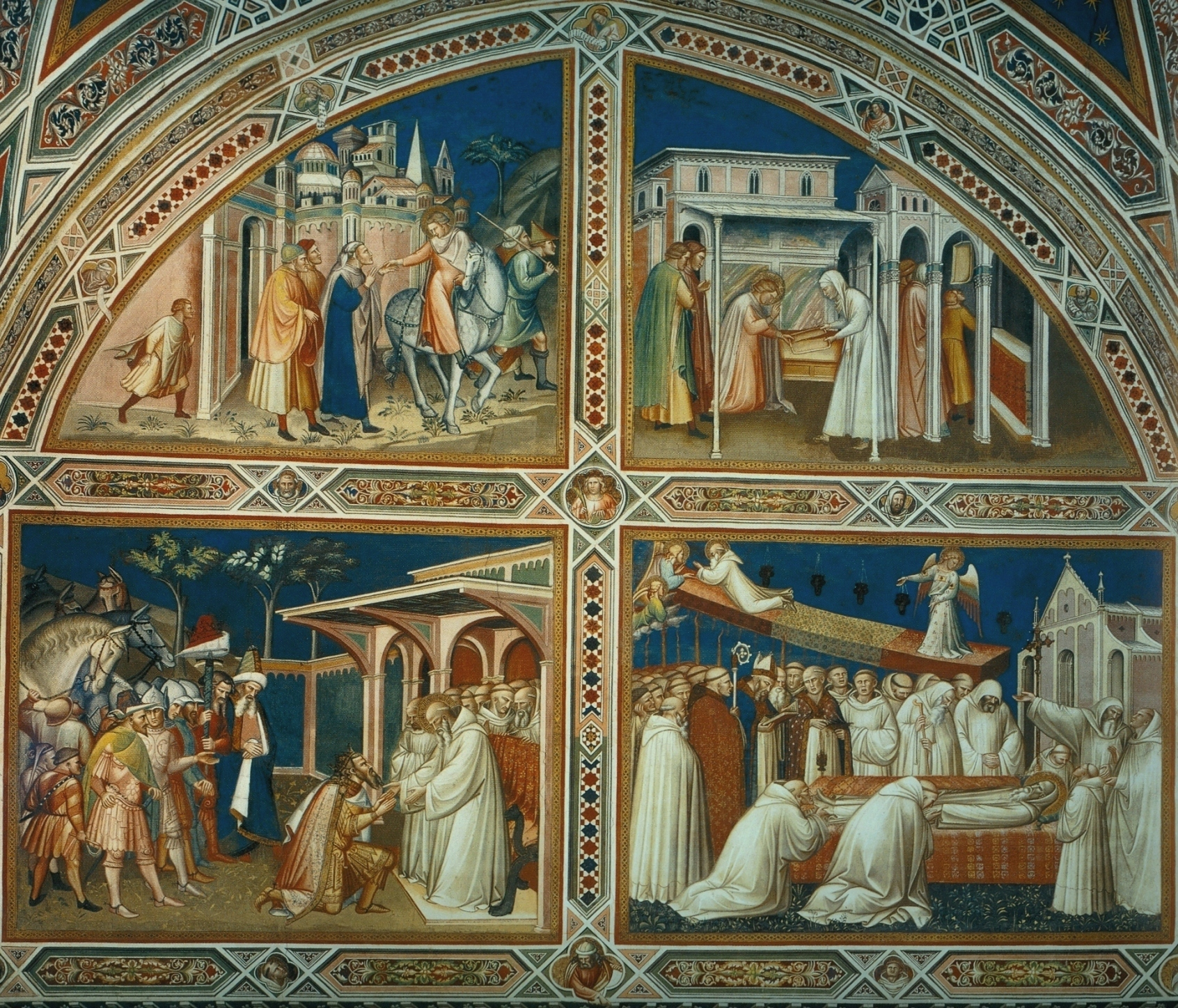
Storie di san Benedetto, 1387-1388, sagrestia di San Miniato al Monte, Firenze

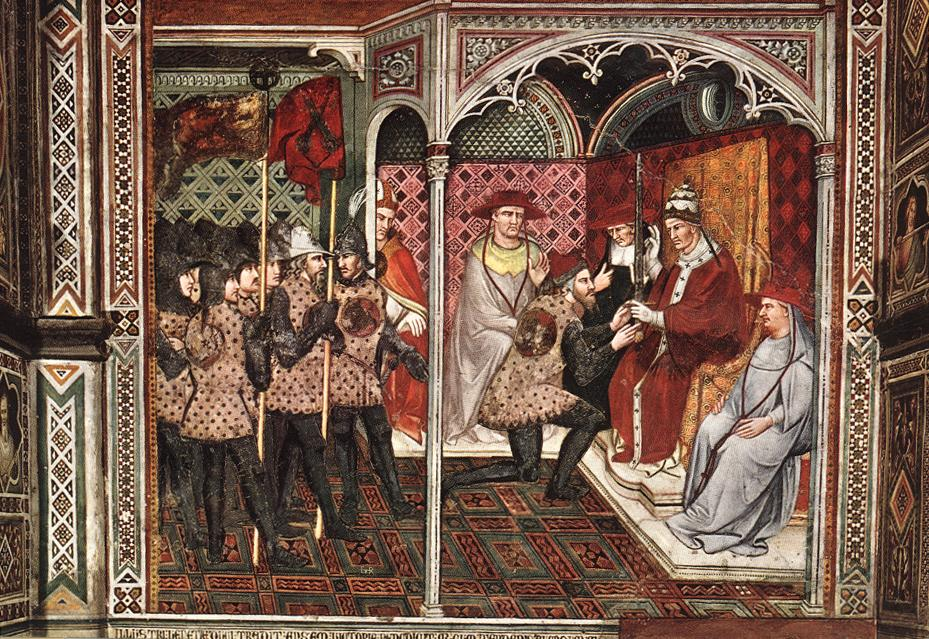
Storie di Alessandro III, Palazzo comunale, Siena

Spinello di Luca Spinelli, comunemente noto come Spinello Aretino (Capolona, in provincia di Arezzo,, 1350 circa – Arezzo, 14 marzo 1410), è stato un pittore italiano, tra i più attivi in Toscana nella seconda metà del Trecento.

## Biografia
La sua famiglia era originaria di Capolona (Arezzo). Fu Luca suo padre, orefice raffinato, che si trasferì in Arezzo dove Spinello crebbe «...tanto inclinato da natura all'essere pittore, che quasi senza maestro, essendo ancor fanciullo, seppe quello che molti esercitati, sotto la disciplina d'ottimi maestri, non sanno» (Giorgio Vasari). La sua formazione avvenne in Arezzo, presso il più anziano pittore Andrea di Nerio con cui collaborò da giovane e dal quale si rese autonomo almeno negli anni Settanta.
Senza alcun dubbio fu un sentimento di amor patrio, un desiderio campanilistico di esaltare la città natia, che spinse il Vasari a dedicare una lunga biografia all'aretino Spinello, il quale avrebbe, a suo dire, «...paragonato Giotto nel disegno ed avanzatolo di gran lunga nel colorito»; strano che proprio con questa premessa, una volta davanti al più alto raggiungimento del prediletto pittore, gli affreschi nella chiesa del Carmine, il Vasari non sapesse far di meglio che assegnarli a Giotto stesso.
A Firenze lavorò accanto al suo maestro nella chiesa del Carmine e in quella di Santa Maria Novella, mentre tra il 1360 ed il 1384 fu attivo soprattutto ad Arezzo, dove istoriò molti cicli pittorici ad affresco, oggi quasi tutti perduti.
Nel 1384, dopo il sacco di Arezzo, tornò a Firenze, dove ebbe l'importante commissione delle Storie di San Benedetto nella sagrestia di San Miniato al Monte a Firenze (dipinte verso il 1387-1388), dove la composizione è giottesca, mentre la brillantezza dei colori riflette più l'arte contemporanea senese. Al 1390 circa risale il frammentario Matrimonio mistico di Santa Caterina d'Alessandria tra santi nella basilica di Santa Trinita a Firenze. Nel 1391-1392 dipinse sei affreschi, ancora esistenti, sul muro sud del Camposanto di Pisa con i Miracoli dei Santi Potito ed Efisio, per i quali ricevette un compenso di 270 monete d'oro. A quegli anni risale anche il Trittico della Madonna in trono e santi della Galleria dell'Accademia, mentre del decennio successivo è il Santo Stefano nello stesso museo.
«Nei suoi ultimi anni lo Spinello addolcì alquanto il colorito ed il rilievo, risentendo di altre tendenze che gli premevano intorno.» (Toesca)
Nella Storia di papa Alessandro III, nel Palazzo Pubblico di Siena (1407-1408) dimostrò una vivace qualità narrativa nelle parti autografe, testimoniando la notevole maturità artistica nell'ultimo periodo della sua carriera o forse anche per il contributo del figlio Parri Spinelli, connotato da un goticismo, raro in Toscana, di formazione franco senese e fiorentina, che vi collaborò. Le storie sono una rappresentazione del contributo del pontefice nella guerra di Federico Barbarossa contro i Comuni italiani.
La vasta cronologia spinelliana, nonostante le numerose opere datate, resta talvolta incerta. Per tutto l'arco della sua attività rimase sempre fedele al medesimo ideale di aristocratica contenutezza, ad un mondo che già prelude a quello gelido ed astratto di Lorenzo Monaco, in cui si muovono paggi di un'eleganza composta, damigelle dolcemente raccolte, e dove anche i cavalieri nella mischia impugnano mollemente gli spadoni e gli assistenti ai miracoli stupiscono con moderazione e con gesti falcati. Tuttavia la sua forte concezione dello spazio, all'interno del quale si articolano figure di solidità scultorea, e la tradizione che muove dalla biografia vasariana, hanno determinato a lungo la sopravvalutazione del suo rapporto retrospettivo con Giotto, da attenuare nell'articolazione critica più attenta della sua formazione, di cui certamente faceva parte quella grandiosa stagione dell'arte, ma anche di quanto si era determinato nella generazione attiva in Toscana dagli anni '30 al '50/60 e della quale aveva ricevuto una sintesi alta e personale da Andrea di Nerio ad Arezzo.
«In Santo Agostino d'Arezzo gli fu dato sepoltura, dove ancora oggi si vede una lapida con un'arme fatta a suo capriccio, dentrovi uno spinoso» (Vasari). Epitaffio: «SPINELLO ARRETINO PATRI OPT<IMO> PICTORIQVE SVAE AETATIS NOBILISS<IMO> CVIVS OPERA ET IPSI ET PATRIAE MAXIMO ORNAMENTO FVERVNT PII FILII NON SINE LACRIMIS POSS<VERVNT>.»

## Opere
- Annunciazione, all'esterno della chiesa della Santissima Annunziata, Arezzo
- Annunciazione, cappella destra della Chiesa di San Domenico ad Arezzo
- Cristo Benedicente, Tempera su tavola, diametro cm 25,1, 1384-1385 circa Gallerie degli Uffizi, Uffizi, Firenze
- Santi Filippo e Giacomo Minore e storie della loro vita e di Santa Caterina, affresco sulla parete interna della facciata della Chiesa di San Domenico ad Arezzo.
- Polittico con la Madonna col Bambino e santi, Museo Diocesano di Arezzo
- Storie di san Benedetto, 1387-1388, sagrestia di San Miniato al Monte, Firenze
  - Commiato di Benedetto dai genitori
  - Riparazione miracolosa di uno staio spezzato dalla nutrice
  - Benedetto riceve l'abito monacale a Subiaco e un diavolo che rompe la campanella con cui Benedetto chiedeva cibo dal suo romitorio
  - Cena pasquale con un monaco mandato da Dio ad alimentare Benedetto nel romitorio
  - San Benedetto vince la tentazione carnale buttandosi tra i rovi
  - Elezione di san Benedetto come abate a Vicovaro e distruzione del bicchiere con cui i frati tentavano di avvelenarlo
  - Partenza da Vicovaro
  - Incontro con Mauro e Placido
  - Fondazione di Montecassino e miracolo del frate risorto
  - Liberazione di un novizio dal demonio
  - San Benedetto fa sgorgare l'acqua e tornare a galla un ferro da lavoro disperso
  - Mauro, inviato da Benedetto, salva Placido dall'annegamento
  - Esorcismo di una pietra da costruzione resa insollevabile dal diavolo
  - San Benedetto riconosce uno scudiero che, inviato da Totila, si fingeva il re
  - San Benedetto rimprovera Totila
  - Morte del santo
- Matrimonio mistico di santa Caterina d'Alessandria tra santi, 1390, affresco staccato, basilica di Santa Trinita, Firenze
- Trittico della Madonna in trono e santi, 1391, tempera e oro su tavola, Galleria dell'Accademia, Firenze
- Santo Stefano, 1400-1405 circa, tempera e oro su tavola, Galleria dell'Accademia, Firenze
- San Giovanni Battista in orazione, Pinacoteca Malaspina, Pavia, affresco staccato dalla chiesa del Carmine
- Storie di papa Alessandro III (col figlio), 1407-1408, Palazzo comunale, Siena
  - Incoronazione del papa
  - Dissidio con Federico Barbarossa
  - Fuga del papa, vestito da monaco, da Roma assalita da Federico Barbarossa
  - Luigi VII di Francia riceve gli ambasciatori del Barbarossa
  - Elezione dell'antipapa Pasquale III alla presenza del Barbarossa e del re di Francia
  - Il papa è riconosciuto dai pellegrini nella chiesa della Carità a Venezia
  - Il papa consegna la spada al doge Ziani di Venezia
  - Battaglia navale di punta San Salvatore in Istra tra veneziani e imperiali
  - Il doge consegna Ottone, figlio dell'imperatore, prigioniero al papa
  - Ottone chiede la grazia e negozia la pace col papa
  - Sottomissione del Barbarossa al papa
  - Rientro trionfale del papa a Roma
  - Canonizzazione di Canuto di Danimarca e Tommaso di Canterbury
  - Fondazione di Alessandria
  - Sinodo Lateranense
  - Prigionia e rogo degli antipapi